# Saint-Aignan-de-Couptrain
Saint-Aignan-de-Couptrain és un municipi francès situat al departament de Mayenne i a la regió de País del Loira. L'any 2007 tenia 388 habitants.

## Demografia

### Població
El 2007 la població de fet de Saint-Aignan-de-Couptrain era de 388 persones. Hi havia 166 famílies de les quals 46 eren unipersonals (29 homes vivint sols i 17 dones vivint soles), 54 parelles sense fills, 58 parelles amb fills i 8 famílies monoparentals amb fills.
La població ha evolucionat segons el següent gràfic:
Habitants censats

### Habitatges
El 2007 hi havia 241 habitatges, 170 eren l'habitatge principal de la família, 44 eren segones residències i 26 estaven desocupats. 236 eren cases i 3 eren apartaments. Dels 170 habitatges principals, 121 estaven ocupats pels seus propietaris, 43 estaven llogats i ocupats pels llogaters i 6 estaven cedits a títol gratuït; 5 tenien una cambra, 12 en tenien dues, 27 en tenien tres, 54 en tenien quatre i 72 en tenien cinc o més. 135 habitatges disposaven pel capbaix d'una plaça de pàrquing. A 77 habitatges hi havia un automòbil i a 72 n'hi havia dos o més.

### Piràmide de població
La piràmide de població per edats i sexe el 2009 era:
| Homes | Edats   | Dones |
| ----- | ------- | ----- |
| 0     | 95 o +  | 0     |
| 0     | 90 a 94 | 4     |
| 0     | 85 a 89 | 0     |
| 0     | 80 a 84 | 4     |
| 12    | 75 a 79 | 4     |
| 12    | 70 a 74 | 8     |
| 20    | 65 a 69 | 24    |
| 12    | 60 a 64 | 12    |
| 12    | 55 a 59 | 20    |
| 4     | 50 a 54 | 12    |
| 20    | 45 a 49 | 12    |
| 8     | 40 a 44 | 16    |
| 16    | 35 a 39 | 12    |
| 16    | 30 a 34 | 4     |
| 8     | 25 a 29 | 4     |
| 4     | 20 a 24 | 12    |
| 12    | 15 a 19 | 12    |
| 8     | 10 a 14 | 12    |
| 0     | 5 a 9   | 12    |
| 0     | 0 a 4   | 0     |

## Economia
El 2007 la població en edat de treballar era de 244 persones, 167 eren actives i 77 eren inactives. De les 167 persones actives 153 estaven ocupades (88 homes i 65 dones) i 13 estaven aturades (7 homes i 6 dones). De les 77 persones inactives 40 estaven jubilades, 13 estaven estudiant i 24 estaven classificades com a «altres inactius».

### Ingressos
El 2009 a Saint-Aignan-de-Couptrain hi havia 173 unitats fiscals que integraven 380 persones, la mediana anual d'ingressos fiscals per persona era de 15.862,5 €.

### Activitats econòmiques
Dels 14 establiments que hi havia el 2007, 1 era d'una empresa extractiva, 3 d'empreses de construcció, 4 d'empreses de comerç i reparació d'automòbils, 2 d'empreses de transport, 3 d'empreses d'hostatgeria i restauració i 1 d'una empresa classificada com a «altres activitats de serveis».
Dels 7 establiments de servei als particulars que hi havia el 2009, 1 era una oficina de correu, 1 taller de reparació d'automòbils i de material agrícola, 2 fusteries, 1 lampisteria, 1 perruqueria i 1 restaurant.
L'únic establiment comercial que hi havia el 2009 era una fleca.
L'any 2000 a Saint-Aignan-de-Couptrain hi havia 42 explotacions agrícoles que ocupaven un total de 1.407 hectàrees.

## Equipaments sanitaris i escolars
El 2009 hi havia una escola elemental integrada dins d'un grup escolar amb les comunes properes formant una escola dispersa.

## Poblacions més properes
El següent diagrama mostra les poblacions més properes.